# Blue Angels
Blue Angels, officielt U.S. Navy Flight Demonstration Squadron, er et opvisningsteam i kunstflyvning tilknyttet United States Navy.

## Historie
I slutningen af 2. verdenskrig bestemte Chester W. Nimitz, dengang chef for flådens operationer, at et opvisningshold skulle bibeholde den interesse, der var for flådens flyvning. Blue Angels fremviste deres første flyveshow i juni 1946, mindre end et år efter de blev dannet. Her fløj de i Grumman F6F Hellcat og blev ledet af Lt. Cmdr. Roy “Butch” Voris.
Mindre end 2 måneder efter deres første flyveshow i Hellcatten, skiftede de over til Grumman F8F Bearcat, og et år senere introducerede 1947-teamet, ledet af Lt. Cmdr. Robert Clarke den nu kendte diamant-formation.
I slutningen af 1940'erne fløj Blue Angels i deres første jetdrevne fly – en Grumman F9F-2 Panther.
| Luftfart | Spire Denne artikel om flyvning er en spire som bør udbygges. Du er velkommen til at hjælpe Wikipedia ved at udvide den. |